# Lilla Älgsjön, Dalarna
Lilla Älgsjön är en sjö i Hedemora kommun i Dalarna och ingår i Dalälvens huvudavrinningsområde.